# Dormienza
La dormienza è lo stato fisiologico in cui si trova un seme o un embrione che, pur in condizioni favorevoli alla germinazione, è incapace di germinare.
La "dormienza" è una condizione di stabilità che è necessaria ai semi (ed alle piante) per superare condizioni climatiche avverse o non adatte alla normale condizione vegetativa.
È evidente che una condizione di tepore o di umidità può verificarsi anche in autunno.
Ma molti semi e molte piante non vegetano e non germinano in tale stagione
L'evoluzione ha indotto delle condizioni nelle piante e nei semi con allestimento di strutture stabili che permettono il superamento "in condizione di sonno" della stagione avversa.
Le strutture, sia fisiche che chimiche, che mantengono la dormienza devono essere rimosse o disattivate ad effetto della intensità della avversità stessa, della dovuta intensità.
In ambienti temperato-freddi la avversità più evidente è il freddo dell'inverno, quindi se l'inverno non modifica le strutture di dormienza, la dormienza permane. Esistono comunque altri tipi di dormienza (molto importanti in ambiente mediterraneo) legati alla siccità, o al calore.
Per quanto riguarda il freddo ogni specie di pianta e seme ha la sua esigenza di freddo espressa in "unità di freddo" (U.F.) contate come ore con temperatura inferiore ai 7 °C, affinché la dormienza da freddo sia disattivata.
Solo dopo una adeguata disattivazione della dormienza il seme germinerà o una pianta fiorirà adeguatamente (le piante adulte gemmeranno comunque, ma la fioritura non sarà ottimale). Solo in tali condizioni la umidità ed il calore saranno opportunamente recepiti per una germinazione. Se così non fosse un tepore o una pioggia autunnale farebbero germinare 
i semi, e le piantine non avrebbero alcuna possibilità nel gelo successivo.
Non tutti i semi e non tutte le piante necessitano di un periodo dormienza; in genere i fruttiferi italiani ed i loro semi ne abbisognano, proprio alle condizioni normali vitali delle piante stesse, con meno freddo per i fruttiferi più adatti al caldo, come i peschi, almeno 130-350 U.F., ai prugni 250-400 U.F. fino ai peri e meli 300-500 ed oltre.
La variabilità nella specie deriva dalle caratteristiche della varietà, infatti le varietà hanno differenze nelle loro esigenze di freddo, derivate soprattutto da caratteristiche genetiche, a loro volte derivate dal clima delle regioni geografiche di origine.
La maniera più semplice, naturale ed ovvia per vernalizzare i semi è porli nel suolo in autunno, affinché in inverno restino col clima di dove vive o dovrà vivere la pianta. Una esposizione al freddo per tempi più lunghi (in U.F.) non pregiudica la germinazione.

## Vernalizzazione artificiale
Si possono simulare le condizioni che neutralizzano la dormienza.

### Stratificazione a freddo o vernalizzazione
Consiste nell'esposizione dei semi dormienti a temperature variabili da +2° a +5 °C in condizioni umide e arieggiate per un periodo variabile a seconda della specie. Questa operazione simula l'azione che l'inverno esercita su alcuni semi. In alternativa a questa tecnica o assieme si possono usare ormoni quali le gibberelline (GA3).
La vernalizzazione non riguarda solo i semi, ma è anche un processo necessario ad alcune piante per indurre la propria fioritura. È un meccanismo utilizzato dalle piante biennali criofile per fiorire ad inverno terminato, quindi in un periodo presumibilmente favorevole.
La fioritura può avvenire in qualsiasi momento dello sviluppo della pianta, anche appena germinata. Conoscere questo meccanismo permette di sfruttare il fenomeno della jarovizzazione consistente nell'esporre i semi (di cereali non alternativi), inumiditi e appena germinati, a 0 °C per alcune settimane determinando in essi l'induzione florigena cosicché possano essere seminati in primavera.

### Stratificazione calda o estivazione
Con questo trattamento si espongono i semi ad una temperatura tra i 15-20 °C in condizioni umide e circolazione d'aria. Serve per riprodurre ciò che avviene durante l'estate e può precedere quella fredda.

### Affumicazione
Utilizzata per piante associate al ciclo degli incendi come piante mediterranee o australiane.

### Scarificazione
I semi di alcune specie con tegumenti seminali molto duri e impermeabili devono essere sottoposti ad abrasione attraverso trattamenti di natura meccanica, chimica e fisica per consentire loro l'assorbimento dell'acqua.
La scarificazione meccanica prevede il taglio o l'abrasione con carta vetrata dei tegumenti esterni per permettere l'imbibizione dei semi.
La scarificazione chimica prevede l'immersione dei semi in acido solforico al 96% per un tempo variabile al fine di intenerire il tegumento.
La scarificazione fisica consiste in un trattamento in acqua bollente e in un successivo ammollo di 12-24 ore al fine di ammorbidire i tegumenti e favorire l'imbibizione.
Da notare che poiché il carattere “durezza” del tegumento è estremamente variabile, la scarificazione fisica e chimica possono esercitare una pressione selettiva attraverso la distruzione dei semi con i tegumenti più blandi nonché con la mancata abrasione dei semi con tegumento molto duro.
Rimozione dei tegumenti: Per alcune specie che presentano dei tegumenti particolarmente duri, la sola scarificatura non determina un indebolimento tale da permettere la fuoriuscita della radichetta. In questi casi è utile rimuovere questi tegumenti ponendo attenzione nel non danneggiare l'embrione.
Rimozione delle sostanze inibitrici della germinazione: la presenza di sostanze chimiche all'interno dei semi o nei tegumenti può ritardare o inibire la germinazione. Per eliminarle si possono lavare i semi in acqua o in alcool (90°) ad una temperatura di 25 °C. Le sostanze fenoliche sono spesso responsabili dell'inibizione della germinazione perché agiscono diminuendo l'apporto di ossigeno a livello embrionale, in particolare quando le temperature superano i 10 °C. La loro eliminazione si può ottenere mediante l'impiego di temperature di germinazione sufficientemente basse al fine di aumentare la dissoluzione dell'ossigeno nell'acqua di imbibizione.
L'ammollo dei semi in un potente ossidante (es: ipoclorito) permette l'ossidazione di molte sostanze inibitrici rendendole inefficaci oltre all'eliminazione di alcuni patogeni.
| Controllo di autorità | Thesaurus BNCF 52911 · LCCN (EN) sh85039103 · BNF (FR) cb12125319g (data) · J9U (EN, HE) 987007560320805171 |